# توماس مكدونالد
توماس مكدونالد (بالإنجليزية: Thomas McDonald)‏ هو صحفي وسياسي أسترالي، ولد في 4 يونيو 1915، وتوفي في 18 ديسمبر 1992. حزبياً، نشط في حزب العمال الأسترالي. وقد انتخب عضو مجلس نواب تسمانيا.